# Karmashaya
Karmashaya (IAST: Karmāśaya de karman ou karma : कर्म dont le sens est « action » et āśaya : आशय qui veut dire « réceptacle ») est un terme sanskrit qui signifie « réceptacle des actions ». Dans les Yoga Sūtra de Patañjali, karmāśaya est la cause des cinq sortes d'affliction (kleśa).

## Karmāśaya selon le yoga de Patañjali

### Karmāśaya et Citta
Dans les Yoga sūtra de Patañjali, les cinq sortes de modification (vṛtti) dans le citta sont la conséquence du résultat des actions provenant du travail des sens en relation avec les éléments grossiers (mahābhūta). Chaque action laisse une trace profonde dans le citta sous forme d'impression ou d'empreinte (saṃskāra). L'ensemble des impressions accumulées dans le citta et qui est le fruit des actions est ce que l'on désigne par karmāśaya. Celui-ci qui est caractérisé par son contenu est propre à un individu donné non nécessairement humain.

### Karmāśaya et conséquences
Les impressions dormantes accumulées dans le karmāśaya au cours des vies successives ainsi que les impressions produites par la vie présente sont la cause des renaissances. Le contenu du karmāśaya détermine les caractéristiques, le genre et la durée de vie ainsi que le type de jouissance d'une personne donnée.